# J.J. Bahnson
Jesper Jespersen Bahnson (18. november 1827 – 26. august 1909), dansk politiker, officer, embedsmand og godsejer. Han var oprindelig nationalliberal, men blev højremand i 1887. Han var krigsminister i 1884-1894.

## Godsejer
Bahnson voksede op på herregården Tårupgård i Fjends Herred. Faderen Lorens Frederik Bahnson havde erhvervet adkomst til gården i 1824, men fik først skødet i 1826. J.J. Bahnson ejede selv gården fra 1876 til 1899.

## Officer og militær lærer
Bahnson kom til København i 1844. I 1846 blev han optaget på den militære højskole. Under Treårskrigen deltog han blandt andet i forsvaret af Fredericia. I 1853 afsluttede han sin uddannelse på højskolen.
Fra 1853 var han aktiv officer i kortere perioder. Han deltog blandt andet i den 2. Slesvigske Krig i 1864. Det meste af tiden mellem 1855 og 1879 var han dog lærer på de militære skoler.
I 1879 fik han rang af oberst, og han blev overflyttet til Krigsministeriet, hvor han først var embedsmand til 1884 og derefter minister til 1894.
I 1894 blev han generalløjtnant, og han fungerede som kommanderende general på Sjælland (1. Generalkommandodistrikt), indtil han blev pensioneret i 1897.
Fra 1897 til 1907 var han formand for Foreningen for Officerer udenfor aktiv Tjeneste.

## Forsvarspolitiker
Gennem hele sit liv omfattede J.J. Bahnson forsvarssagen med varm interesse. Fra 1870 deltog han ivrigt i den offentlige debat som én af ’’sagkundskabens’’ repræsentanter. Hans arbejde for befæstningen af København gjorde ham upopulær hos fæstningsmodstanderne hos Venstre og Socialdemokraterne.
I 1887 blev han opstillet som Højres folketingskandidat i Frederiksberg kredsen. Da han var symbolet på Københavns befæstning, førte oppositionen en livlig valgkamp imod ham. Han kom alligevel til at repræsentere kredsen i otte år. I 1895 tabte han mandatet til en venstremand, og han opstillede ikke ved de følgende valg.

## I Krigsministeriet
J.J. Bahnson huskes mest for sine 15 år i Krigsministeriet. I 1879 blev han chef for første departement, og året efter blev han direktør for Ministeriet. Han var krigsminister i ti år fra 1884 til 1894.
Med støtte fra Christian 9. og konseilspræsident J.B.S. Estrup gennemførte han befæstningen af København. Dette skete uden, at Folketinget havde bevilget de nødvendige penge, og Bahnson blev derfor én af samtidens mest omstridte politikere.
Det lykkedes dog Bahnson at blive enig med Folketinget om en række mindre love. Således fik han både Folketinget og Landstinget til at vedtage om lov om magasingeværer til hæren i 1888. Derefter blev der opført en ny geværfabrik, Ny Tøjhus på Amager.
Bahnson ejede herregården Tårupgård.